# Polish American Historical Association
Polish American Historical Association – stowarzyszenie naukowe historyków poświęcone badaniu polskiej historii i kultury w USA.

## Historia i działalność
Pierwotnie było częścią Polskiego Instytutu Naukowego w Ameryce. PIN stał się wkrótce niezależną organizacją. W dniu 11 września 1942, historyk Oskar Halecki zaproponował oddzielenie obu instytucji. Pierwszym prezesem stowarzyszenia został Mieczysław Haiman. Od 1944 roku Polish American Historical Association publikuje czasopismo „Polish American Studies”. Od 2017 roku prezesem jest dr Anna Mazurkiewicz.

## Władze Polish American Historical Association
Anna Mazurkiewicz (Prezes), Anna Muller (pierwszy wiceprezes), Iwona Drąg-Korga (drugi wiceprezes), James S. Pula (skarbnik), Maja Trochimczyk (sekretarz), Pien Versteegh (dyrektor wykonawczy). Członkowie: Mieczysław Biskupski, John Bukowczyk, Mary P. Erdmans, Czesław Karkowski, Grażyna Kozaczka, Stephen M. Leahy, Bożena Nowicka McLees, Dominic Pacyga, Neal Pease, Dorota Praszałowicz, Robert Synakowski, Joanna Wojdon.

## Byli prezesi Polish American Historical Association
- Mieczysław Haiman (1942–49, honorowy przewodniczący od 1949)
- ks. Józef Swastek (1949-51)
- A.J. Sokolnicki (1952)
- ks. Józef Swastek (1953)
- ks. Valerius Jasinski (1954)
- s. Mary Virginette, C.S.S.F. (1955)
- ks. Francis Domanski SJ (1956)
- ks. Menceslaus J. Madaj (1957)
- ks. Ladislaus J. Siekaniec, OFM (1958–59)
- s. Mary Catherine, CR (1960)
- ks. Constantine Klukowski O.F.M. (1961–62)
- Frank B. Roman (1963)
- Eugene Kusielewicz (1964–65)
- ks. Zdzisław Peszkowski (1966)
- Sigmund H. Uminski (1967)
- ks. Menceslaus J. Madaj (1968–69)
- Joseph Wieczerzak (1970)
- Bernadine Pietraszek (1971)
- ks. Jacek Przygoda (1972)
- Bernadine Pietraszek (1973)
- Jerzy Lerski (1974)
- ks. Menceslaus J. Madaj (1975)
- Frank Renkiewicz (1976)
- s. Ellen Marie Kuznicki CSSF (1977)
- Joseph W. Wieczerzak (1978)
- Anthony F. Turhollow (1979)
- Angela Pienkos (1980)
- James S. Pula (1981)
- Thomas J. Napierkowski (1982)
- ks. Anthony J. Kuzniewski(inne języki) S.J. (1983)
- Tadeusz V. Gromada (1984)
- Thaddeus Radzilowski (1985)
- Stanislaus A. Blejwas (1986)
- ks. Leonard F. Chrobot (1987–88)
- Mieczysław Biskupski (1988–90)
- John J. Bukowczyk(inne języki) (1990–92)
- Thomas J. Napierkowski (1992–94)
- Tadeusz V. Gromada (1994–96)
- William Galush (1996-98)
- Thomas Gladsky(inne języki) (1998-2000)
- Stanislaus A. Blejwas (2000–01)
- Donald Pienkos(inne języki) (2001-03)
- Mary Patrice Erdmans (2003–06)
- Anna Jaroszyńska-Kirchmann (2007-2008)
- Brian McCook (2009-2010)
- Neal Pease (2011-2012)
- Thomas Napierkowski (2013-2014)
- Grażyna Kozaczka (2015-2016)

Polish American Historical Association przyznaje następujące nagrody: Nagroda imienia Oskara Haleckiego (The Oskar Halecki Prize); Nagroda imienia Haimana (The Haiman Award); Nagroda imienia Swastka (The Swastek Prize); Creative Arts Awards; Skalny Civic Achievement Award.

## Laureaci Nagrody imienia Oskara Haleckiego (The Oskar Halecki Prize)
- 1987: Ex aequo: Eugene Obidinski i Helen Stankiewicz, Polish Folkways in America: Community and Family (Lanham, MD: University Press of America, 1987). ISBN 978-0-8191-5881-9.
- 1987: Ex aequo: John Bukowczyk, And My Children Did Not Know Me: A History of the Polish-Americans (Bloomington: Indiana University Press, 1987), ISBN 978-0-253-30701-9.
- 1988: Josephine Wtulich, Marcin Kula, Witold Kula i Nina Assorodobraj-Kula, Writing Home: Immigrants in Brazil and the United States, 1890-1891 (Boulder: East European Monographs; New York: Distributed by Columbia University Press, 1986). ISBN 978-0-88033-107-4.
- 1989: Siostra Ann Marie Knawa, O.S.F., As God Shall Ordain: A History of the Franciscan Sisters of Chicago, 1894-1987 (Lemont, Ill.: Franciscan Sisters of Chicago, 1989).
- 1990: Barbara Stern Burstin(inne języki), After the Holocaust: The Migration of Polish Jews and Christians to Pittsburgh (Pittsburgh: University of Pittsburgh Press, 1989). ISBN 978-0-822-93603-9.
- 1991: James S. Pula i Eugene E. Dziedzic, United We Stand: The Role of Polish Workers in the New Mills Textile Strikes, 1912 and 1916 (Boulder, Colo.: East European Monographs; New York: Distributed by Columbia University Press, 1990). ISBN 978-0-880-33183-8.
- 1992: Dominic Pacyga, Polish Immigrants and Industrial Chicago: Workers on the South Side, 1880-1922 (Columbus: Ohio State University Press, 1991). ISBN 978-0-814-20541-9.
- 1993: Thomas Gladsky, Princes, Peasants, and Other Polish Selves: Ethnicity in American Literature (Amherst, Mass.: University of Massachusetts Press, 1992). ISBN 978-0-870-23775-1.
- 1994: Anthony Bukoski(inne języki), Children of Strangers: Stories (Dallas: Southern Methodist University Press, 1993). ISBN 978-0-870-74350-4.
- 1995: James S. Pula, Polish Americans: An Ethnic Community (New York: Twayne Publishers; London: Prentice Hall International, 1995). ISBN 978-0-805-78427-5.
- 1996 nagrody nie przyznano
- 1997: Suzanne Strempek Shea(inne języki), Hoopi Shoopi Donna (New York: Pocket Books, 1996). ISBN 978-0-671-53544-5.
- 1998: Mary Patrice Erdmans, Opposite Poles: Immigrants and Ethnics in Polish Chicago, 1976-1990 (University Park, Pa.: Pennsylvania State University Press, 1998). ISBN 978-0-271-01735-8.
- 1999: Thomas S. Gladsky(inne języki) i Rita Holmes Gladsky, eds.,Something of My Very Own to Say: American Women Writers of Polish Descent (Boulder, Colo.: East European Monographs; [New York]: Distributed by Columbia University Press, 1997); ISBN 978-0-880-33391-7 i Joseph Wieczerzak, Bishop Francis Hodur: Biographical Essays (Boulder: East European Monographs; [New York]: Distributed by Columbia University Press, 1998). ISBN 978-0-944-49712-8.
- 2000: Deborah Anders Silverman, Polish-American Folklore (Urbana: University of Illinois Press, 2000). ISBN 978-0-252-02569-3.
- 2001 nagrody nie przyznano
- 2002: Joseph Bigott, From Cottage to Bungalow: Houses and the Working Class in Metropolitan Chicago,1869-1929 (Chicago: University of Chicago Press, 2001) ISBN 978-0-226-04875-8; i Stephen Leahy, Clement Zablocki, Milwaukee’s Most Politician: A Study of Local Politics and Congressional Foreign Policy (Lewiston, N.Y.: Edwin Mellen Press, 2002).
- 2003: Karen Majewski, Traitors and True Poles: Narrating a Polish-American Identity, 1880-1939 (Athens: Ohio University Press, 2003). ISBN 978-0-8214-1470-5.
- 2004: Anna Jaroszynska-Kirchmann, The Exile Mission: The Polish Political Diaspora and Polish Americans, 1939-1956 (Athens: Ohio University Press, 2004). ISBN 978-0-8214-1527-6.
- 2005: Mary Erdmans, The Grasinski Girls: The Choices They Had and the Choices They Made (Athens: Ohio University Press, 2004). ISBN 978-0-8214-1582-5.
- 2006: John Radzilowski, Poles in Minnesota (St. Paul: Minnesota Historical Society Press, 2005). ISBN 978-0-87351-516-0.
- 2007: William J. Galush, For More Than Bread: Community and Identity in American Polonia, 1880-1940 (Boulder, Co.: East European Monographs; New York: Distributed by Columbia University Press, 2006). ISBN 978-0-88033-587-4.
- 2008: Mieczysław Biskupski & Antony Polonsky, Polin, Volume 19: Polish-Jewish Relations in North America (Oxford: Littman Library of Jewish Civilization for Institute for Polish-Jewish Studies and American Association for Polish-Jewish Studies, 2007). ISBN 978-1-874-77497-6.
- 2009: Alex Storożyński, The Peasant Prince: Thaddeus Kosciuszko and the Age of Revolution (New York: Thomas Dunne Books, 2009). ISBN 978-0-312-62594-8.
- 2010: Mieczysław Biskupski, Hollywood’s War With Poland, 1939-1945 (Knoxville: University of Kentucky Press, 2010), ISBN 978-0-8131-2559-6; i Danusha V. Goska, Bieganski: The Brute Polak Stereotype, Its Role in Polish-Jewish Relations and American Popular Culture (Boston: Academic Studies Press, 2010).
- 2011: James S. Pula, ed., The Polish American Encyclopedia (Jefferson, NC: McFarland, 2011). ISBN 978-0-7864-3308-7.
- 2012: Brian McCook, The Borders of Integration: Polish Migrants in Germany and the United States, 1870-1924 (Athens: Ohio University Press, 2012). ISBN 978-0-8214-1926-7.
- 2013: Beth Holmgren, Starring Madame Modjeska: On Tour in Poland and America (Bloomington: Indiana University Press, 2012). ISBN 978-0-253-35664-2.
- 2014: Anna Mazurkiewicz

## Laureaci Nagrody Skalny (Skalny Civic Achievement Awards)
- 2014: Karen Majewski, Timothy J. Kuzma, Frank Milewski, Aleksandra Ziolkowska-Boehm, Alex Storożyński
- 2013: Edward J. Dybicz, Susanne Lotarski, Tony Muszynski, Irene Tomaszewski, Wanda Urbanska, The Polish Arts Club of Buffalo
- 2012: Mary S. Anselmo, David Motak, Blanka A. Rosenstiel, Roman Solecki, Ewa Thompson
- 2011: Ewa Barczyk, Maria Ciesla, Bożena Nowicka McLees and Frank Kujawiński, Paul Odrobina, Hon. Aurelia Pucinski, Sharon Zago, St. Mary of Nazareth Hospital of Chicago, Gabriela Pawluś Kasprzak, Krystyna Cap, Mark Kohan
- 2010: Jacek Galazka, Joseph Gore, Jane Kedron, Polish and Polish American Studies Program, Central Connecticut State University, Jonathan Shea
- 2009: Richard Kobzi, Richard Widerynski, Paul Knoll, The Polish Music Center (PMC) at the University of Southern California
- 2008: Peter Obst, Janusz Bruks, Addy Tymczyszyn
- 2007: Alexander & Patricia Koproski, Kaya Mirecka-Ploss, Amb. Edward Rowny, Kathy Urbanic
- 2006: Elzbieta and Krzysztof Krawczynski, Lee J. Meyer, Edward Pinkowski, Bozena Zaremba
- 2005: Michael Blichasz, Feliks Bruks, Hilary Czaplicki, Eugene Golomb, Regina Gorzkowska-Rossi, Michael Leach, Deborah Majka, Frederic Skalny
- 2004: Polish Home Association of Seattle, Tom Podl, Ron and Martha Golubiec
- 2003: Leonard Baldyga, Col. Casimir Lenard, John Lenczowski, Ted & Irena Mirecki, Estelle Wachtel Von Torres, Marcin Zmudzki, Joseph Frugal
- 2002: Victor and Irena Barczyk, Maria Teresa Chwojko, Zygmunt Dyrkacz, Christopher Kurczaba, Leszek Kuczynski, Jan Loryś, Msgr. Stanley Milewski, Joseph Zurawski
- 2001: Michael Krolewski
- 2000: Anthony Iwuc, Irene Grabowy, Anthony Bajdek, Irene Pipes
- 1999: Maria Lorys, Lucyna Migala, Paul Valasek, Frank Spula, Jerry Kucharski, ks. Frank Philips
- 1998: American Council for Polish Culture, Edward Pinkowski, Cecelia Patalita and Chester Rog
- 1997: Anatol Dekeban and the Polanie Club of Minneapolis
- 1996: Maria Chrypinska
- 1995: Rose Parulski
- 1994: Wanda Tomczykowska, Mark Kohan, Sabina Logisz
- 1993: The Kopernik Memorial Association
- 1992: Donald F. Samull
- 1991: Blanka Rosenstiel

## Laureaci Nagrody imienia Mieczysława Haimana (The Haiman Award)
- 1966: Oskar Halecki
- 1967/68: Marion Moore Coleman(inne języki)
- 1969: Artur Leonard Waldo
- 1971: Józef Swastek
- 1970: Ludwik Krzyżanowski
- 1973: M.J. Madaj
- 1975: Wacław Jędrzejewicz
- 1976: Jacek Przygoda
- 1978: Frank Renkiewicz
- 1979: Metchie Budka
- 1980: Joseph Wieczerzak
- 1981: Victor Greene
- 1982: Ellen Marie Kuznicki
- 1983: Thaddeus Radzilowski
- 1984: Eugene Kusielewicz
- 1985: Tadeusz V. Gromada
- 1986: Edward Rozanski
- 1987: Helena Znaniecka Lopata
- 1988: James S. Pula
- 1989: Edward Pinkowski
- 1990: Stanislaus A. Blejwas
- 1992: Anthony J. Kuzniewski(inne języki) S.J.
- 1993: Andrzej Brozek
- 1994: John J. Bukowczyk(inne języki)
- 1999: Daniel Buczek
- 2000: William Galush
- 2002: Thomas Gladsky
- 2003: Mieczysław Biskupski
- 2004: Adam Walaszek
- 2005: Angela i Donald Pienkos
- 2006: Mary Patrice Erdmans
- 2007: Eugene Obidinski
- 2008: John Radzilowski
- 2009: Thomas Napierkowski
- 2010: Piotr Wandycz
- 2011: Anna Jaroszyńska-Kirchmann
- 2012: Richard Lukas
- 2013: Dominic Pacyga
- 2014: Neal Pease

## Laureaci Nagrody im. Józefa Swastka (The Swastek Prize)
Nagroda im J. Swastka przyznawana jest corocznie od 1981 za najlepszy artykuł opublikowany w „Polish American Studies”
- 1981: Daniel S. Buczek, Ethnic to American: Holy Name of Jesus Parish, Stamford, Connecticut, Vol. 37, No. 2 (Autumn 1980)[4]
- 1982: Stanislaus A. Blejwas, Old and New Polonias: Tensions Within an Ethnic Community, Vol. 38, No. 2 (Autumn 1981)[5]
- 1984: Stanley L. Cuba, Reverend Anthony Klawiter: Polish Roman and National Catholic Builder-Priest, Vol. 40, No. 2 (Autumn 1983)[6]
- 1985: John J. Bukowczyk(inne języki), Polish Rural Culture and Immigrant Working Class Formation, 1880-1914, Vol. 41, No. 2 (Autumn 1984)[7]
- 1986: Stanislaus A. Blejwas, Puritans and Poles: The New England Literary Image of the Polish Peasant Immigrant, Vol. 42, No. 2 (Autumn 1985)[8]
- 1987: David G. Januszewski, The Case of the Polish Exile Government in the American Press, 1939-1945, Vol. 43, No. 1 (Spring 1986)[9]
- 1988: Anthony J. Kuzniewski(inne języki), „Jesteśmy Polakami”: Wenceslaus Kruszka and the Value of America’s Polish Heritage, Vol. 44, No. 2 (Autumn 1987)[10]
- 1989: Mary E. Cygan, A ‘New Art’ for Polonia: Polish American Radio Comedy During the 1930s, Vol. 45, No. 2 (Autumn 1988)[11]
- 1990: Marcin Kula, Those Who Failed to Reach the United States: Polish Proletarians in Cuba During The Interwar Period, Vol. 46, No. 1 (Spring 1989)[12]
- 1991: William J. Galush, Purity and Power: Chicago Polonian Feminists, 1880-1914, Vol. 47, No. 1 (Spring 1990)[13]
- 1992: John Radzilowski, One Community, One Church, Two Towns: The Poles of Southwestern Minnesota, 1882-1905, Vol. 48, No. 2 (Autumn 1991)[14]
- 1993: Adam Walaszek, How Could It All Appear So Rosy?--- Re-emigrants from the United States in Poland, 1919-1924, Vol. 49, No. 2 (Autumn 1992)[15]
- 1994: Stanislaus A. Blejwas, Stanisław Osada Immigrant Nationalist, Vol. 50, No. 1 (Spring 1993)[16]
- 1995: Robert D. Ubriaco, Jr., Bread and Butter Politics or Foreign Policy Concerns? Class Versus Ethnicity in the Midwestern Polish American Community During the 1946 Congressional Elections, Vol. 51, No. 2 (Autumn 1994)[17]
- 1996: John Radziłowski, The Other Side of Chicago: The Poles of Arizona, Vol. 52, No. 2 (Autumn 1995)[18]
- 1997: Celia Berdes i Adam Zych, The Quality of Life of Polish Immigrant and Polish American Ethnic Elderly, Vol. 53, No.1 (Spring 1996)[19]
- 1998: Francis C. Kajencki, Kościuszko’s Role in the Siege of Ninety-Six, Vol. 54, No. 2 (Autumn 1997)[20]
- 1999: Stanislaus A. Blejwas, The Republic of Poland and the Origins of the Polish American Congress, Vol. 55, No. 1 (Spring 1998)[21]
- 2000: Timothy G. Borden, The Salvation of the Poles: Working Class Ethnicity and Americanization Efforts During the Interwar Period in Toledo, Ohio, Vol. 56, No. 2 (Autumn 1999)[22]
- 2001: Anna Jaroszyńska-Kirchmann, The Polish Post-World War II Diaspora: An Agenda for a New Millenium, Vol. 57, No. 2 (Autumn 2000)[23]
- 2002: Anna Jaroszynska-Kirchmann, The Mobilization of American Polonia for the Cause of the Displaced Persons, Vol. 58, No. 1 (Spring 2001)[24]
- 2003: Stanislaus A. Blejwas, American Polonia and the School Strike in Września, Vol. 59, No. 1 (Spring 2002)[25]
- 2004: Ann Hetzel Gunkel, The Sacred in the City: Polonian Street Processions as Countercultural Practice, Vol. 60, No. 2 (Autumn 2003)[26]
- 2005: Neal Pease, The Kosciuszko Reds, 1909-1919: Kings of the Milwaukee Sandlots, Vol. 61, No. 1 (Spring 2004)[27]
- 2006: Adam Walaszek, Tomasz Siemiradzki: An Intellectual in Ethnic Politics, Vol. 62, No. 2 (Autumn 2005)[28]
- 2007: Maja Trochimczyk(inne języki), The Impact of Mazowsze and Sląsk on Polish Folk Dancing in California, Vol. 63, No. 1 (Spring 2006)[29]
- 2008: Iwona Drąg Korga, The Information Policy of the Polish Government-in-Exile toward the American Public During World War II, Vol. 64, No. 1 (Spring 2007)[30]
- 2010: Suzanne M. Zukowski, From Peasant to Proletarian: Home Ownership in Milwaukee’s Polonia, Vol. 66, No. 2 (Autumn 2009)[31]
- 2011: Robert Szymczak, Cold War Crusader: Arthur Bliss Lane and the Private Committee to Investigate the Katyn Massacre, 1949-1952, Vol. 6, No. 2 (Autumn 2010)[32].
- 2012: Myron Momryk(inne języki), Ignacy Witczak’s Passport, Soviet Espionage, and the Origins of the Cold War in Canada, Vol.68, No. 2 (Autumn 2011)[33]
- 2013: Anna Mazurkiewicz, Join, or Die'--The Road to Cooperation Among East European Exiled Political Leaders in the United States, 1949-1954, Vol. 69, No.2 (Autumn 2012)[34]
- 2014: Leonard Kurdek